# Vuoden Peli
Der Vuoden Peli (finnisch für Spiel des Jahres) ist ein Spielepreis, der seit 1994 in Finnland vergeben wird. Die Vergabe erfolgt jährlich durch Suomen Leluyhdistys, den Verband der finnischen Spielwarenindustrie. Der Preis wurde ursprünglich in den Kategorien Familienspiele („Perhepelit“) und Kinderspiele („Lastenpelit“) vergeben, seit 1999 gibt es eine eigene Kategorie für Strategiespiele („Strategiapelit“) und seit 2015 auch für Partyspiele („Partypelit“).

## Preisträger

### Vuoden Perhepelit (Familienspiel des Jahres)
| Jahr | Spiel (deutscher Titel)                | Autor(en)                               |
| ---- | -------------------------------------- | --------------------------------------- |
| 1994 | Timanttipeli (Mister Diamond)          | Gunter Baars                            |
| 1995 | Manhattan                              | Andreas Seyfarth                        |
| 1996 | Touché                                 | Howard Wexler                           |
| 1997 | Shanghai                               | Sid Sackson                             |
| 1998 | Lotus                                  | Dominique Tellier                       |
| 1999 | Space Walk                             | Rüdiger Dorn                            |
| 2000 | Imago (Was wäre wenn…?)                | Jack Lawson, Andrew Lawson              |
| 2001 | Bombay Bazar                           | Sylvie Barc, Juan Rodriguez             |
| 2002 | Bakari                                 | Virginia Charves                        |
| 2003 | Blokus                                 | Stefan Kögl                             |
| 2004 | Carcassonne                            | Klaus-Jürgen Wrede                      |
| 2005 | Menolippu (Zug um Zug)                 | Alan R. Moon                            |
| 2006 | Quackle! (Snorta)                      | Chris Childs, Tony Richardson           |
| 2007 | Ubongo                                 | Grzegorz Rejchtman                      |
| 2008 | Bandu (Bausack)                        | Klaus Zoch                              |
| 2009 | Zak Pak! (Zack & Pack)                 | Bernd Eisenstein                        |
| 2010 | Dixit                                  | Jean-Louis Roubira                      |
| 2011 | Salaisuuksien saari (Forbidden Island) | Matt Leacock                            |
| 2012 | Blitz (Blitzdings)                     | Andrew Innes                            |
| 2013 | Super Farmari (Super Farmer)           | Karol Borsuk                            |
| 2014 | Battle Sheep (Voll Schaf)              | Francesco Rotta                         |
| 2015 | Port Royal                             | Alexander Pfister                       |
| 2016 | Otrio                                  | Brady Peterson                          |
| 2017 | Agricola Family                        | Uwe Rosenberg                           |
| 2018 | Majesty                                | Marc André                              |
| 2019 | Combo Color                            | Charles Chevallier, Laurent Escoffier   |
| 2020 | Second Chance                          | Uwe Rosenberg                           |
| 2021 | Trails of Tucana                       | Eilif Svensson, Kristian Amundsen Østby |
| 2022 | Pelaa kuin Miljonääri                  | Dan Glimne, Martin Marte                |
| 2023 | Balloon Pop                            | Mikko Punakallion                       |
| 2024 | Orbito                                 | Yossef Sonnenfeld                       |

### Vuoden Lastenpelit (Kinderspiel des Jahres)
| Jahr | Spiel (deutscher Titel)                                                  | Autor(en)                                |
| ---- | ------------------------------------------------------------------------ | ---------------------------------------- |
| 1994 | Junior Alias                                                             | Mikko Koivusalo                          |
| 1995 | Myyräpeli (Die Maulwurf-Company)                                         | Virginia Charves, Bertram Kaes           |
| 1996 | Pingu (Plitsch-Platsch Pinguin)                                          | Seven Towns                              |
| 1997 | Pörri ja perho                                                           | N/A                                      |
| 1998 | Kurre                                                                    | Reiner Knizia                            |
| 1999 | Kanaset (Zicke Zacke Hühnerkacke)                                        | Klaus Zoch                               |
| 2000 | Safari                                                                   | Reiner Knizia                            |
| 2001 | Kanin loikka (Lotti Karotti)                                             | Seven Towns                              |
| 2002 | Ali Baba                                                                 | Gunter Baars                             |
| 2003 | Kissa ja hiiret (Max MäuseSchreck)                                       | N/A                                      |
| 2004 | Kummitusjuna (Chaos in der Geisterbahn)                                  | Gunter Baars                             |
| 2005 | Kummitusportaat (Geistertreppe)                                          | Michelle Schanen                         |
| 2006 | Build-a-Burger                                                           | N/A                                      |
| 2007 | Piikkisiili                                                              | Bill Payne                               |
| 2008 | Eläinpyramidi (Tier auf Tier)                                            | Klaus Miltenberger                       |
| 2009 | Quoridor Kid                                                             | Mirko Marchesi                           |
| 2010 | Muumien purnukkajahti                                                    | N/A                                      |
| 2011 | Richard Scarryn Touhula (engl. Richard Scarry’s Busytown: Eye found it!) | Forrest-Pruzan Creative                  |
| 2012 | Halli Klack (Clack!)                                                     | Haim Shafir                              |
| 2013 | Rapelli                                                                  | N/A                                      |
| 2014 | The Magic Tower – Lumottu torni (Der verzauberte Turm)                   | Inka und Markus Brand                    |
| 2015 | Mucca Pazza                                                              | Iris Rossbach                            |
| 2016 | Muumipeikon kalaretki                                                    | Reiner Knizia                            |
| 2017 | Dr. Eureka                                                               | Roberto Fraga                            |
| 2018 | Fish Food                                                                | N/A                                      |
| 2019 | Who Did It? (Krasse Kacke)                                               | Jonathan Favre-Godal                     |
| 2020 | Etsi ja löydä: Safariseikkailu                                           | N/A                                      |
| 2021 | Vampyyrijuhlat (Vampire Party)                                           | Reiner Knizia                            |
| 2022 | Dragomino                                                                | Bruno Cathala, Marie Fort, Wilfried Fort |
| 2023 | Lankulle! (Planken-Plumpser)                                             | Benoit Turpin, Florian Sirieix           |
| 2024 | Pikkuapinat                                                              | Deborah van de Leijgraaf                 |

### Vuoden Strategiapelit (Strategiespiel des Jahres)
| Jahr | Spiel (deutscher Titel)                                                | Autor(en)                                     |
| ---- | ---------------------------------------------------------------------- | --------------------------------------------- |
| 1999 | Alcatraz                                                               | Bernhard Weber                                |
| 2000 | –                                                                      |                                               |
| 2001 | Quarto!                                                                | Blaise Muller                                 |
| 2002 | Fits                                                                   | Charles Phillips, R. Wiecek                   |
| 2003 | Cranium                                                                | Whit Alexander, Richard Tait                  |
| 2004 | –                                                                      |                                               |
| 2005 | Alhambra                                                               | Dirk Henn                                     |
| 2006 | Pentago                                                                | Tomas Flodén                                  |
| 2007 | Thurn und Taxis                                                        | Andreas Seyfarth, Karen Seyfarth              |
| 2008 | Modern Art                                                             | Reiner Knizia                                 |
| 2009 | Dominion — Valtakunta                                                  | Donald X. Vaccarino                           |
| 2010 | Mallorca (Finca)                                                       | Wolfgang Sentker, Ralf zur Linde              |
| 2011 | 7 Wonders                                                              | Antoine Bauza                                 |
| 2012 | Paris Connection                                                       | John Bohrer                                   |
| 2013 | Qin                                                                    | Reiner Knizia                                 |
| 2014 | Splendor                                                               | Marc André                                    |
| 2015 | New York 1901                                                          | Chénier La Salle                              |
| 2016 | Castles of Mad King Ludwig (Die Schlösser des König Ludwig)            | Ted Alspach                                   |
| 2017 | Jórvík                                                                 | Stefan Feld                                   |
| 2018 | Century: Spice Road (Century: Die Gewürzstraße)                        | Emerson Matsuuchi                             |
| 2019 | Terraforming Mars                                                      | Jacob Fryxelius                               |
| 2020 | It’s a Wonderful World                                                 | Frédéric Guérard                              |
| 2021 | Quest for El Dorado (Wettlauf nach El Dorado)                          | Reiner Knizia                                 |
| 2022 | Dinner in Paris                                                        | The Trolls                                    |
| 2023 | Arnak – Kadonneet rauniot (Lost Ruins of Arnak) (Die Ruinen von Arnak) | Michaela „Mín“ Štachová, Michal „Elwen“ Štach |
| 2024 | El Grande                                                              | Wolfgang Kramer, Richard Ulrich               |

### Vuoden Partypelit (Partyspiel des Jahres)
| Jahr | Spiel (deutscher Titel)             | Autor(en)                                       |
| ---- | ----------------------------------- | ----------------------------------------------- |
| 2015 | Huhupuheita (Stille Post Extrem)    | N/A                                             |
| 2016 | Kivi                                | Sheyla Bonnick, Maureen Hiron                   |
| 2017 | Who’s the Dude?                     | Seven Towns                                     |
| 2018 | The Build Up                        | Kim Vandenbroucke                               |
| 2019 | Pictionary Air                      | Jeff Bazarko, Damon Saddler                     |
| 2020 | Twin it!                            | Nathalie Saunier, Rémi Saunier, Thomas Vuarchex |
| 2021 | How Do You Doodle? Miten piirustat? | Jeff Lai                                        |
| 2022 | Bezzerwizzer                        | Jesper Bülow                                    |
| 2023 | Hitster                             | Marcus Carleson                                 |
| 2024 | Telepaattori                        | n.n.                                            |